# William Satch
William Spencer "Will" Satch, MBE (Oxford, 9 de junho de 1989) é um remador britânico, campeão olímpico.

## Carreira
Satch competiu nos Jogos Olímpicos de 2012 e 2016. Em sua primeira aparição, em Londres, conquistou a medalha de bronze na prova do dois sem ao lado de George Nash. Quatro anos depois, no Rio de Janeiro, integrou a equipe da Grã-Bretanha de oito com e obteve uma inédita medalha de ouro.